# Polner család

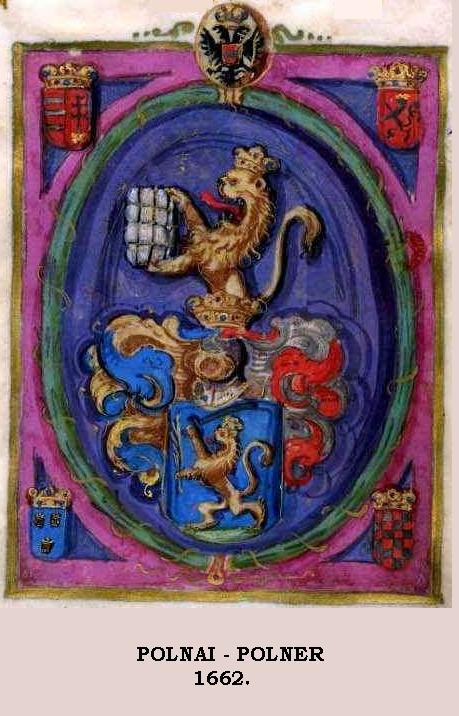
Polner család (1662) nemesi címere

A Polner (Polnai) családok egyes tagjai laktak több-kevesebb ideig Tápióbicskén. A zömük törzsökös Pest megyei nemesnek számított.. A II. József-féle 1784-es, minden személyre kiterjesztett összeírás szerint a családban pontosan 39, tizenhét évesnél idősebb nemes férfi élt. 

## Története
1662-ben nemesített család. A nemességet, és a címeres levelet I. Lipót magyar királytól, 1662. szeptember 5.én, Polner Frigyes és fiai: János, György, Dániel, Sámuel, Polycarp, valamint sógora; Fleischacker Jakab kapták. 
Polner János és Dániel Pozsony-vármegyei lakosok 1796-ban igazolták nemességüket, és Pozsony vármegyétől, ugyan ebben az évben nemesi bizonyítványt kaptak. Ezután Pest vármegyében telepedtek le; János Tápióbicskén, Dániel Alberti községben. 1798 december 14-én Pest vármegye nemesei közé vétettek fel őket.
Dániel 1797-ben nemesi felkelő volt.
Lajos Békés vármegyébe telepedett. 1845-ben ügyvéd, a 40-es években altpénztárnok, tiszti ügyész, királyi tanácsos, a Ferencz József-rend lovagkeresztese, később békéscsabai főszolgabíró. 
Aladár jogtudor, ügyvéd, az Agrárbank ügyésze, illetve békéscsabai földbirtokos.
Ödön jogtudor, ügyvéd, igazságügy-miniszteri osztálytanácsos, a III-ad oszt. vaskorona-rend tulajdonosa, egyetemi címzetes rendkívüli tanár, a Magyar Tudományos Akadémia tagja, békéscsabai földbirtokos.
Lajos gödöllői ügyvéd, Zoltán jogtudor, Sándor zsámboki községi főjegyző, és Gyula gazdatisztként  dolgozott.

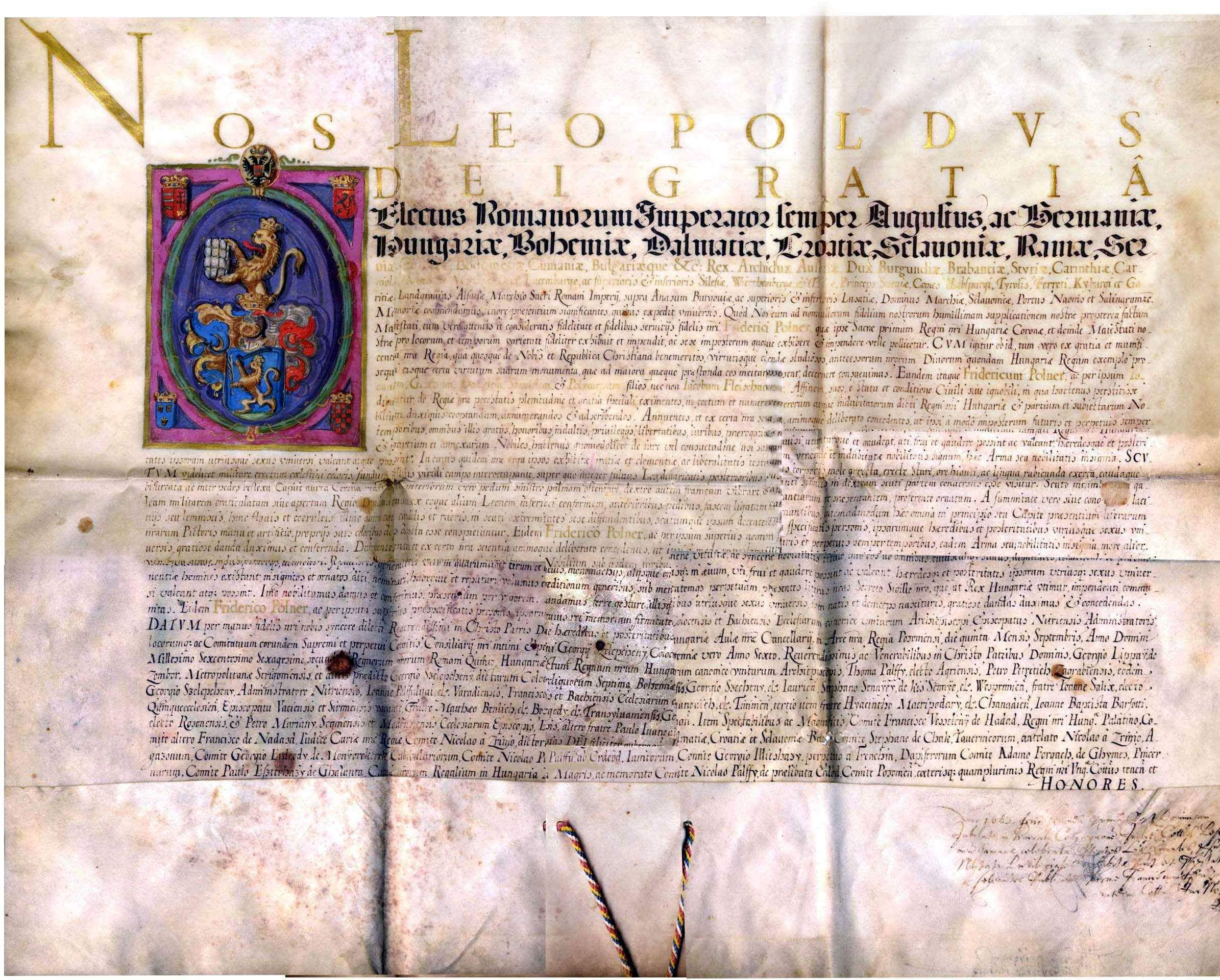
Polner család czímeres levele I. Lipót királytól (1662)

## Polnerek a 20. században
- Polner Ödön (Békéscsaba, 1865. március 15. – Szeged, 1961. február 7.) közjogász, egyetemi tanár, az MTA tagja (levelező: 1908, rendes: 1930, tiszteleti: 1945–1949)
- Polner Zoltán (Szeged, 1933. január 24. – 2017. november 21. (k. n.)) író, költő, újságíró